# 7532 Пельгржимов
7532 Пельгржимов (7532 Pelhřimov) — астероїд головного поясу, відкритий 22 жовтня 1995 року.
Тіссеранів параметр щодо Юпітера — 3,335.